# Type 91 (missile terra-aria)

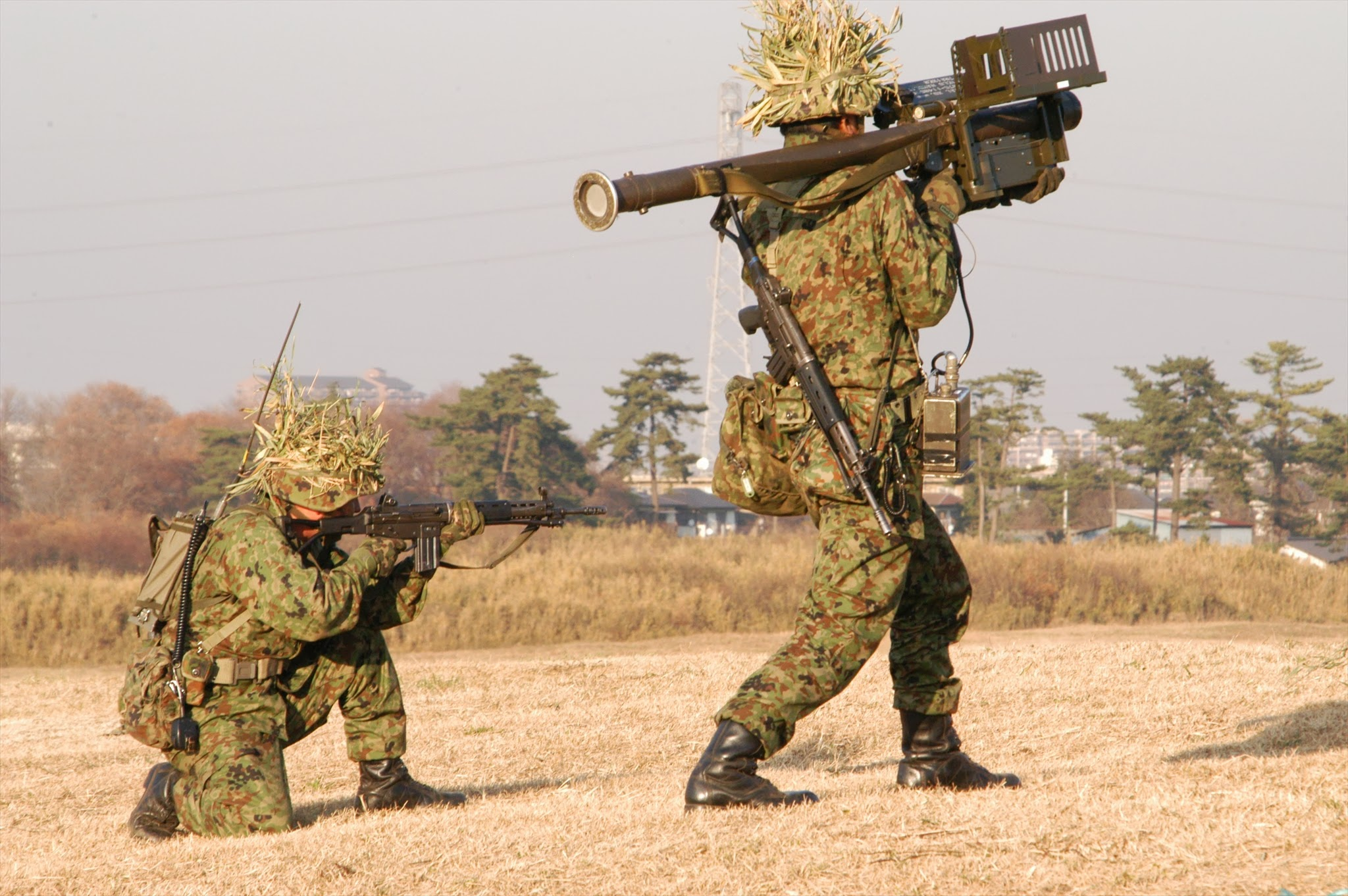
Type 91 lanciamissili portatile.

Il missile terra-aria Type 91 (91式携帯地対空誘導弾, Kyūichi shiki keitai chitaikū yūdōdan) è un sistema di difesa aerea portatile di produzione giapponese. Viene anche chiamato con la definizione di SAM-2, oppure con i soprannomi Hand-SAM e Hand Arrow.
Il suo aspetto è simile al missile antiaereo FIM-92 Stinger fabbricato negli Stati Uniti. È stato creato appositamente per sostituire lo Stinger MANPADS di fabbricazione americana, essendo il Type 91 dotato di un sistema di guida nettamente migliorato e tecnologicamente più evoluto.

## Sviluppo
Il missile Type 91 è stato sviluppato da Toshiba in collaborazione con il TRDI (Technical Research and Development Institute) dell'Agenzia della Difesa. Gli studi e le ricerche erano già cominciati nel 1979, ma i primi prototipi furono costruiti soltanto nel 1987. Lo scopo era quello di introdurre nei missili portatili terra-aria le tecnologie più avanzate che permettevano di superare i limiti dei sensori passivi a infrarossi. Nel 1991 il Toshiba Type 91 fu ufficialmente dichiarato in servizio nella JGSDF, anche se una distribuzione effettiva e consistente incominciò soltanto a partire dal 1993. Venne fornito anche alla JMSDF e alla JASDF per la difesa delle proprie basi militari. Questo missile ha ricevuto anche la denominazione SAM-2.
Nel 2002 fu sviluppata la versione migliorata Type 91 Kai (anche chiamata SAM-2B) che entrò in servizio nel 2007.

## Caratteristiche tecniche
Fra le innovazioni introdotte, figura un sistema di guida combinato che unisce la guida passiva a infrarossi e la guida a immagine a luce visibile. Per il riconoscimento dell'immagine si usa una telecamera CCD che memorizza l'immagine e permette di seguire il bersaglio. Ciò consente di colpire anche bersagli con una bassa emissione di raggi infrarossi.

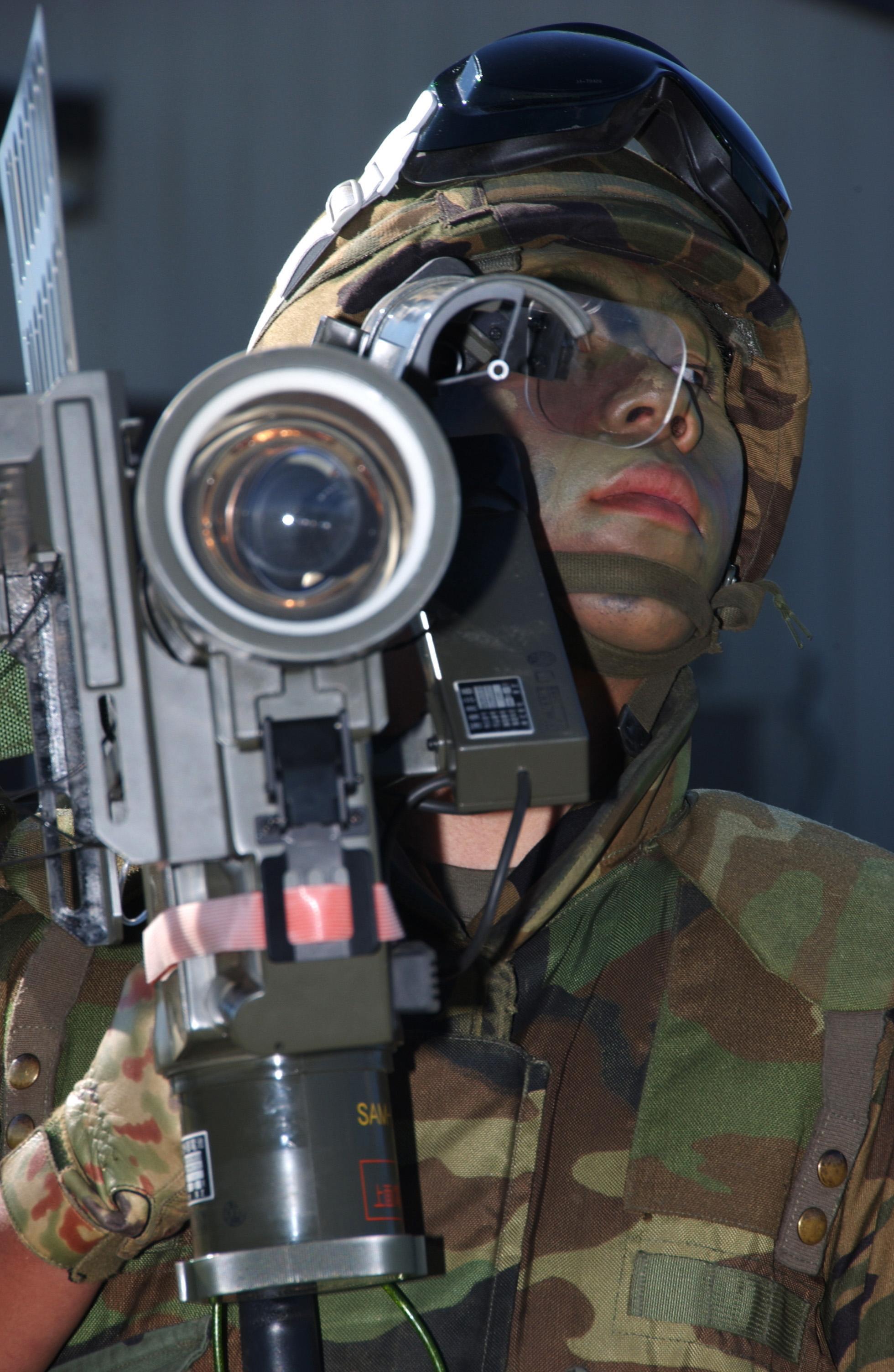
In questa immagine è ben visibile il seeker del missile montato sulla punta.

Questa combinazione di sensore a infrarossi (IRH) e imaging a luce visibile è stata superata con la versione migliorata Type 91 Kai, che impiega un unico sistema di guida basato su un sistema di imaging a infrarossi. 

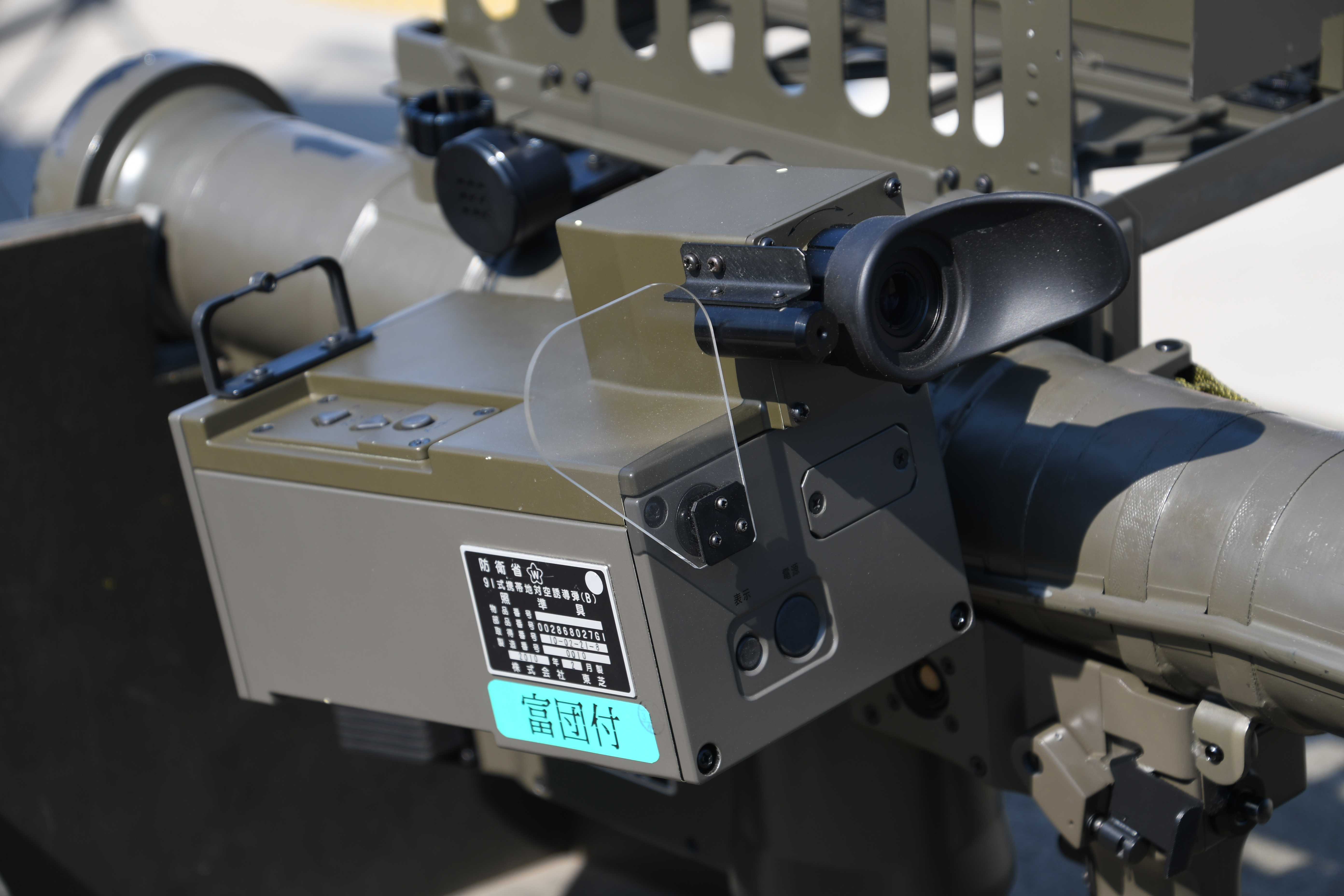
Il mirino del sistema di puntamento.

Il missile è lungo 1,43 m, ha un diametro di 80 mm, e pesa circa 11,5 kg. La propulsione è fornita da un razzo a combustibile solido che eroga una spinta sufficiente a raggiungere la velocità massima di Mach 1,9, e in grado di arrivare alla portata utile di circa 5 km.

## Varianti
Esiste anche una versione aria-aria impiegata dagli elicotteri Kawasaki OH-1 che viene inserita in appositi pod montati sotto le semiali.

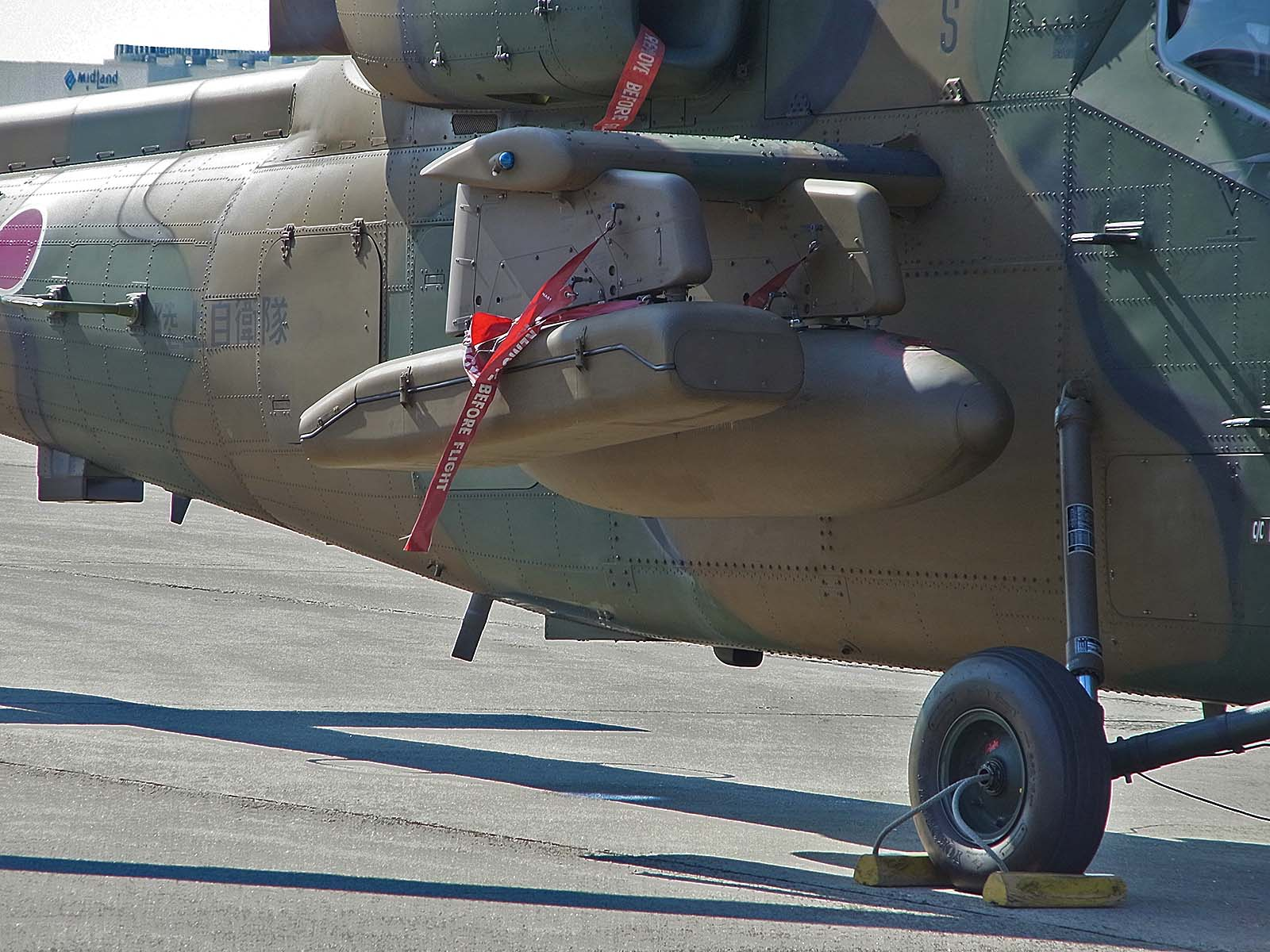
I missili aria-aria Toshiba Type 91 montati sul Kawasaki OH-1.

Inoltre esiste la versione Type 93 Kin-SAM composta da un particolare lanciatore orientabile montato su un veicolo fuoristrada Kōkidōsha.

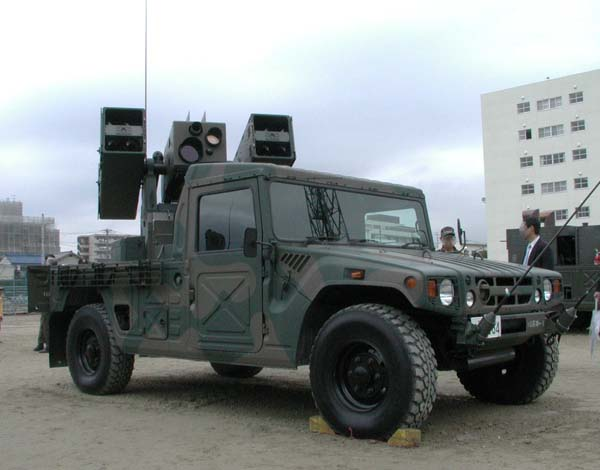
La versione Type 93 montata su veicolo fuoristrada.